# Euxoa lidia
Euxoa lidia, gelegentlich auch als Schwärzliche Erdeule bezeichnet, ist ein Schmetterling (Nachtfalter) aus der Familie der Eulenfalter (Noctuidae).

## Merkmale

### Falter
Die Flügelspannweite der Falter beträgt 31 bis 37 Millimeter. Die Färbung der Vorderflügel variiert geringfügig, wobei die Grundfärbung dunkelbraun ist. Ring- und Nierenmakel sind hellbraun und deutlich hervorgehoben, zuweilen auch gelbweiß und grau gefüllt oder sogar fast rein weiß mit einem kleinen dunklen Fleck in der Mitte. Zapfenmakel sind nicht wahrnehmbar oder sehr undeutlich. Gelegentlich ist ein weißlicher Basalstrich erkennbar. Alle Querlinien zeigen sich leicht aufgehellt. Die Hinterflügel sind zeichnungslos graubraun.

### Ei, Raupe, Puppe
Das Ei ist kugelig, gerippt, an der Unterseite abgeplattet und strohgelb. In der Jugend sind die Raupen schwärzlich, erwachsen grauschwarz und fettig glänzend. Die Bauchseite ist grauweiß, eine breite Rückenlinie dunkel. Auf jedem Segment, außer auf dem letzten, befinden sich seitlich der Rückenlinie jeweils zwei braungelbe, keilförmige Striche, die auf den ersten beiden Segmenten miteinander verbunden sind. Die Puppe ist hellgelb mit zwei Spitzen am Kremaster.

### Ähnliche Arten
Die bis vor kurzem noch als Unterart geführte eurasische Euxoa adumbrata Eversmann, 1842 ähnelt Euxoa lidia, ist jedoch größer, dunkler, hat schmalere Vorderflügel und lediglich weiß umrandete Nierenmakel. Nach Warnecke wurden die früheren Unterarten während der letzten Eiszeit in verschiedenen Regionen isoliert, so dass auch der Fundort als Kriterium zur Unterscheidung herangezogen werden kann. Oberflächlich betrachtet ähnelt Euxoa lidia auch einigen Formen des Euxoa tritici-Artkomplexes und anderen Euxoa-Arten, wie Euxoa nigricans oder Euxoa vitta, ist aber in der Regel an den markanten Makeln und insbesondere an der je zur Hälfte weißen und schwarzen, scharf getrennten Halskrause gut zu unterscheiden. Anhand der von Kozhanchikov dokumentierten Beschreibung der Genitalien kann eine eindeutige Zuordnung erfolgen.

## Geographische Verbreitung und Lebensraum
Die Art kommt bzw. kam nur in den Küstenregionen von Belgien(?), den Niederlanden, Norddeutschlands (sehr wahrscheinlich ausgestorben) und Dänemarks vor. Frühere nord- und osteuropäische Nachweise werden heute der Art Euxoa adumbrata (Eversmann, 1842) zugerechnet. Euxoa lidia bevorzugt warme und trockene Plätze in den Küstengebieten, beispielsweise Sandheiden.

## Lebensweise
Euxoa lidia bildet eine Generation pro Jahr. Die nachtaktiven Falter fliegen zwischen Juli und August. Sie kommen an künstliche Lichtquellen und besuchen den Köder. Die nachtaktiven Raupen ernähren sich von verschiedenen niedrigen Pflanzen und Gräsern, beispielsweise Löwenzahn (Taraxacum) oder Vogelknöterichen (Polygonum). Sie überwintern und verpuppen sich im Mai des folgenden Jahres in einem Kokon in der Erde.

## Gefährdung
Die Art ist in Deutschland mit ziemlicher Sicherheit ausgestorben. Die letzten Funde datieren aus der Mitte des zwanzigsten Jahrhunderts. Auf der Roten Liste gefährdeter Arten ist sie deshalb in Kategorie 0 (ausgestorben oder verschollen) eingestuft. Sie gilt als eine der seltensten Eulenfalterarten in Europa.